# Relief jurassien

Les différentes formes du relief jurassien

Le relief jurassien est un relief de plissement correspondant à un ensemble de formes qui se retrouvent dans les régions sédimentaires où les couches de roches sont fortement redressées ou plissées. L'érosion y est particulièrement forte dans les parties hautes qu'elle peut alors évider.
Ses principales formes sont :
- le mont qui correspond à une structure anticlinale ;
- le val qui correspond à une structure synclinale ;
- la combe qui correspond à l'évidement sommital d'un mont ;
- le ruz qui correspond à l'évidement d'un flanc d'un mont ;
- la cluse qui correspond à l'évidement transversal d'un mont ;
- la reculée.

Exemple de massifs montagneux présentant un relief jurassien :
- le massif du Jura ;
- une partie des préalpes calcaires françaises : massif du Vercors, massif de la Chartreuse, massif des Bauges ;
- le massif du Plantaurel dans les Pyrénées.